# Trichospermum kajewskii
Trichospermum kajewskii är en malvaväxtart som beskrevs av Elmer Drew Merrill och Perry. Trichospermum kajewskii ingår i släktet Trichospermum och familjen malvaväxter. Inga underarter finns listade i Catalogue of Life.